# Ulma (Suceava)
Pour les articles homonymes, voir Ulma.
Ulma est une commune du județ de Suceava en Roumanie.